# Spansk pion
Spansk pion (Paeonia broteroi) är en art i familjen pionväxter som förekommer naturligt i Spanien och Portugal. Arten kan möjligen odlas i sydligaste Sverige, men kräver ett varmt och soligt läge.

## Synonymer
Paeonia broteri var. ovatifolia Boiss. & Reut.
Paeonia corallina f. broteri (Boiss. & Reut.) Voss
Paeonia corallina raza ovatifolia (Boiss. & Reut.) Rouy & Foucaud
Paeonia corallina var. broteri (Boiss. & Reut.) Coss.
Paeonia lusitanica raza ovatifolia (Boiss. & Reut.) Samp.
Paeonia lusitanica var. ovatifolia (Boiss. & Reut.) Cout.
Paeonia mascula var. ovatifolia (Boiss. & Reut.) Cout.
Paeonia officinalis subsp. broteri (Boiss. & Reut.) Rivas Goday & Borja nom. inval.